# 平田健二
平田健二（1944年1月4日—）是日本的政治家。民主党所属的参议院议员（3期）、参议院议长（第29任）、民主党岐阜县总支部連合会代表。
2014年11月，獲頒旭日大綬章。